# (37317) 2001 QT31
2001 QT31 (asteroide 37317) é um asteroide da cintura principal. Possui uma excentricidade de 0.18052660 e uma inclinação de 14.65802º.
Este asteroide foi descoberto no dia 16 de agosto de 2001 por LINEAR em Socorro.